# Filtre de cosinus alçat

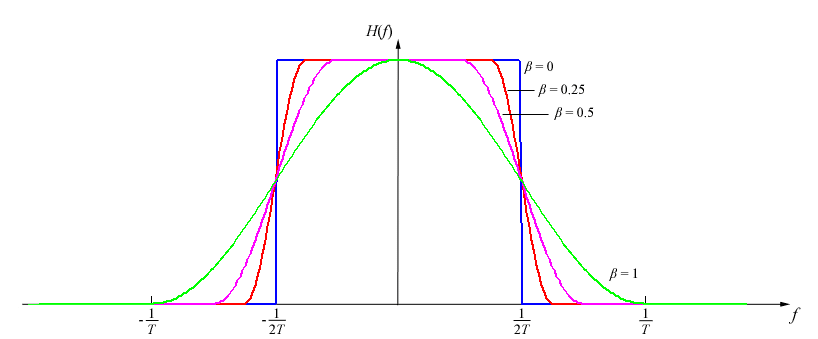
Resposta en amplitud d'un filtre de cosinus alçat amb diversos factors de roll-off.

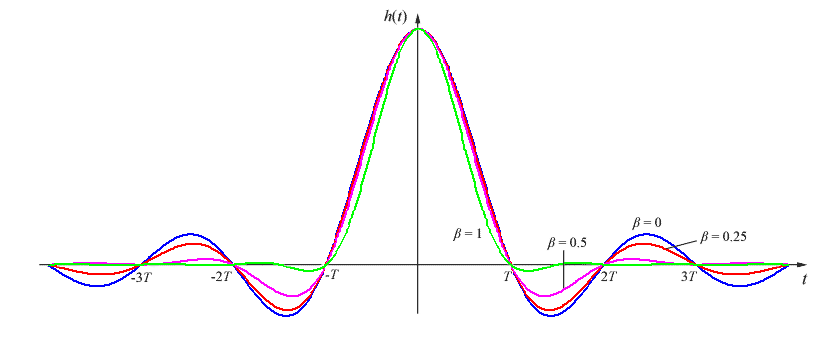
Resposta a l'impuls d'un filtre de cosinus alçat amb diversos factors de roll-off.

Un filtre de cosinus alçat és un tipus de filtre electrònic, utilitzat freqüentment en sistemes de telecomunicacions, ja que és capaç de reduir al mínim la interferència entre símbols (ISI). Es diu així perquè la part no nul·la de l'espectre freqüencial és un cosinus que, en la seva forma més simple ({\displaystyle \beta =1}), es troba 'alçat' per situar-se per sobre de l'eix {\displaystyle f} (horitzontal).

## Descripció matemàtica
El filtre de cosinus alçat és una implementació d'un filtre passabaix de Nyquist. Amb la qual cosa, l'espectre tindrà simetria parell en {\displaystyle {\frac {1}{2T}}}, on {\displaystyle T} és el període del sistema de comunicacions.
La seva descripció en el domini de la freqüència és una funció definida a trossos, donada per:
{\displaystyle H(f)={\begin{cases}1,&|f|\leq {\frac {1-\beta }{2T}}\\{\frac {1}{2}}\left[1+\cos \left({\frac {\pi T}{\beta }}\left[|f|-{\frac {1-\beta }{2T}}\right]\right)\right],&{\frac {1-\beta }{2T}}<|f|\leq {\frac {1+\beta }{2T}}\\0,&{\mbox{altrament}}\end{cases}}}
i caracteritzada per dos valors; {\displaystyle \beta }, el factor de roll-off, i {\displaystyle T}, l'invers de la taxa binària.
La resposta a l'impuls d'aquest tipus de filtres, en termes de la funció sinc, normalitzada ve donada per:
{\displaystyle h(t)={\begin{cases}{\frac {\pi }{4T}}\;\mathrm {sinc} \left({\frac {1}{2\beta }}\right),&t=\pm {\frac {T}{2\beta }}\\{\frac {1}{T}}\mathrm {sinc} \left({\frac {t}{T}}\right){\frac {\cos \left({\frac {\pi \beta t}{T}}\right)}{1-\left({\frac {2\beta t}{T}}\right)^{2}}},&{\mbox{altrament}}.\end{cases}}}